# Мордаф ап Хопкин
Мордаф ап Хопкин (валл. Mordaf ap Hopkin; умер около 850 года) — король Керниу (830—850). Известен исключительно по родословной из «Книги Баглана» (XVII век).

## Биография
В 838 году произошло восстание корнцев, поддержанные датчанами. Их объединённые силы были разбиты Уэссексцами, в битве при Хингстон Даун. В течение последующих 20 лет был присоединён и район Девона, включая столицу Думнонии - Каэр-Уиск.